# Chāh Nasar
Chāh Nasar (persiska: چاه نسر) är en ort i Iran.   Den ligger i provinsen Khorasan, i den nordöstra delen av landet, 600 km öster om huvudstaden Teheran. Chāh Nasar ligger 1 346 meter över havet och antalet invånare är 975.
Terrängen runt Chāh Nasar är platt åt sydväst, men åt nordost är den kuperad.Runt Chāh Nasar är det glesbefolkat, med 19 invånare per kvadratkilometer. Chāh Nasar är det största samhället i trakten. Omgivningarna runt Chāh Nasar är i huvudsak ett öppet busklandskap.